# Женская сборная Беларуси по кёрлингу
Женская сборная Беларуси по кёрлингу — представляет Беларусь на международных соревнованиях по кёрлингу. Управляющей организацией выступает «Белорусская ассоциация кёрлинга» (бел. Асацыяцыя кёрлінга Беларусі, англ. Belarusian Curling Association).
Состав команды (сезон 2016/2017):
- Алина Павлючик (скип),
- Сюзанна Ивашина,
- Арина Свержинская,
- Маргарита Дешук.

Тренеры: Александр Орлов, Наталия Свержинская.

## Статистика выступлений

### Чемпионаты Европы
| Год       | Игры           | Победы         | Поражения      | Место          |                |
| --------- | -------------- | -------------- | -------------- | -------------- | -------------- |
| 1992—2010 | не участвовали | не участвовали | не участвовали | не участвовали | не участвовали |
| 2011      | 4              | 2              | 2              | 23             |                |
| 2012      | 9              | 2              | 7              | 19             |                |
| 2013      | 9              | 3              | 6              | 17             |                |
| 2014      | 9              | 1              | 8              | 19             |                |
| 2015      | 8              | 4              | 4              | 4 (гр. С)      |                |
| 2016      | 8              | 8              | 0              | 1 (гр. С)      |                |
| 2017      | 9              | 4              | 5              | 7 (гр. B)      |                |
| 2018      | 6              | 2              | 4              | 22             |                |
| 2019      | 9              | 3              | 6              | 18             |                |

В чемпионатах Европы 2012, 2013, 2018, 2019 сборная Беларуси выступала сначала в дивизионе «C», а затем — в дивизионе «В»; в 2011, 2015, 2018 — только в дивизионе «C»; в остальные годы — в дивизионе «В». В колонке Место указаны итоговые позиции команды с учётом общей классификации.